# ابرتویل-استاسیون، کبک
ابرتویل-استاسیون  (به فرانسوی: Hébertville-Station) روستای در منطقه شهری لاک-سن-ژان-است ناحیه سگونه-لاک-سن-ژان در استان کبک کانادا است. در سرشماری سال ۲۰۱۱ این روستا ۱٬۲۷۶ نفر جمعیت داشته‌است و مساحت آن ۳۳٫۲۸ کیلومتر مربع است.